# 2025年 半ばのラグビーユニオン国際試合
2025年 半ばのラグビーユニオン国際試合は、7月を中心に行われるラグビーユニオンの国際試合である。北半球では夏季にあたるため、「サマー・インターナショナルズ（Summer Internationals）」「サマー・テスト（Summer Tests）」ともいう。北半球チームは国内シーズン終了後、南半球、北米、日本への遠征が行われるほか、単発のテストマッチも行われる。

## ブリティッシュ・アンド・アイリッシュ・ライオンズの遠征
ブリティッシュ・アンド・アイリッシュ・ライオンズは、4年に一度行われる遠征の年となる。今回はオーストラリアへの遠征を行い、オーストラリア代表と3試合、スーパーラグビーのチームと4試合など、計9試合を行う。

### アイルランドの遠征が規模縮小
ブリティッシュ・アンド・アイリッシュ・ライオンズのヘッドコーチに、アイルランド代表ヘッドコーチのアンディ・ファレルが任命された。このため、アイルランド代表チームの2025年夏の遠征先はヨーロッパのティア2の国（ジョージア、ポルトガル）となり、例年より規模も対戦相手のレベルも縮小された。

## アルゼンチンで人種差別事案
2025年7月12日アルゼンチンで行われたアルゼンチン対イングランドの試合中、5〜7人の観客がイングランド選手に人種差別的な発言をした。これに対し、2025年7月21日にワールドラグビーは非難する声明を行った。

## 2026年はネーションズ・チャンピオンシップを開催
1年後の2026年7月は、隔年開催「ワールドラグビー ネーションズ・チャンピオンシップ」を初めて行う。詳細は「ワールドラグビー ネーションズ・チャンピオンシップ」を参照。

## 日程
2025年6月14日現在。この期間に遠征を行う主なチームは、以下の通り。
特記がないものは、対戦相手国で実施する。日付は毎週土曜にそろえたが、金曜または日曜実施の試合がある。
| 遠征チーム                                       | 対戦相手と結果                                 | 対戦相手と結果                       | 対戦相手と結果                          | 対戦相手と結果                                          | 対戦相手と結果                                                  | 対戦相手と結果                    | 対戦相手と結果 | 備考                        |
| 遠征チーム                                       | 6月21日(土)～                                  | 6月28日(土)～                        | 7月5日(土)～                            | 7月12日(土)～                                           | 7月19日(土)～                                                   | 7月26日(土)～                     | 8月2日(土)～   | 備考                        |
| ------------------------------------------------ | ---------------------------------------------- | ------------------------------------ | --------------------------------------- | ------------------------------------------------------- | --------------------------------------------------------------- | --------------------------------- | -------------- | --------------------------- |
| ウェールズ                                       |                                                |                                      | 日本                                    | 日本                                                    |                                                                 |                                   |                | [ 9 ]                       |
| マオリ・オールブラックス                         |                                                | JAPAN XV                             | スコットランド · ニュージーランドで実施 |                                                         |                                                                 |                                   |                | [ 9 ] [ 10 ]                |
| スコットランド                                   |                                                |                                      | マオリ・オールブラックス                | フィジー                                                | サモア · ニュージーランドで実施                                 |                                   |                | [ 11 ] [ 12 ]               |
| サモア                                           |                                                |                                      |                                         |                                                         | スコットランド · ニュージーランドで実施                         |                                   |                | [ 11 ]                      |
| ブリティッシュ・アンド・アイリッシュ・ライオンズ | アルゼンチン · アイルランドで実施              | ウェスタン・フォース レッズ          | ワラターズ ブランビーズ                 | オーストラリア・ニュージーランドXV オーストラリアで実施 | オーストラリア · ファースト・ネーションズ・アンド・パシフィカXV | オーストラリア                    | オーストラリア | [ 13 ] [ 14 ]               |
| フィジー                                         |                                                |                                      | オーストラリア                          | スコットランド · スコットランドで実施                   |                                                                 |                                   |                | [ 15 ]                      |
| フランス                                         | イングランドXV イングランドで フランスXVが対戦 |                                      | ニュージーランド                        | ニュージーランド                                        | ニュージーランド                                                |                                   |                | [ 16 ]                      |
| ケニア                                           | 南アフリカ・バーバリアンズ                     | リンポポ・ブルー・ブルズ 6月26日実施 |                                         |                                                         |                                                                 |                                   |                |                             |
| ウガンダ                                         | ナミビア · 6月14日実施                         | ピューマズ 6月27日実施               |                                         |                                                         |                                                                 |                                   |                | [ 17 ]                      |
| バーバリアンズ                                   |                                                | 南アフリカ共和国 XV                  |                                         |                                                         |                                                                 |                                   |                |                             |
| イタリア                                         |                                                | ナミビア                             | 南アフリカ共和国                        | 南アフリカ共和国                                        |                                                                 |                                   |                | [ 18 ] [ 19 ]               |
| ジョージア                                       |                                                |                                      | アイルランド · ジョージアで実施         | チーターズ                                              | 南アフリカ共和国                                                |                                   |                | [ 20 ]                      |
| アルゼンチン                                     | B&Iライオンズ アイルランドで実施               | ブラジル XV · アルゼンチンXVと対戦   | イングランド · アルゼンチンで実施       | イングランド · アルゼンチンで実施                       | ウルグアイ · アルゼンチンで実施                                 |                                   |                | [ 21 ]                      |
| ウルグアイ                                       |                                                |                                      |                                         | ルーマニア · ウルグアイで実施                           | アルゼンチン                                                    |                                   |                | [ 22 ]                      |
| イングランド                                     | フランスXV イングランドで イングランドXVが対戦 |                                      | アルゼンチン                            | アルゼンチン                                            | アメリカ合衆国                                                  |                                   |                | [ 23 ] [ 24 ] [ 25 ]        |
| スペイン                                         |                                                |                                      |                                         | アメリカ合衆国                                          | カナダ                                                          |                                   |                | [ 26 ] [ 24 ] [ 27 ] [ 28 ] |
| ベルギー                                         |                                                |                                      | アメリカ合衆国                          | カナダ                                                  |                                                                 |                                   |                | [ 25 ] [ 29 ]               |
| アイルランド                                     |                                                |                                      | ジョージア                              | ポルトガル                                              |                                                                 |                                   |                | [ 1 ] [ 2 ]                 |
| ルーマニア                                       |                                                |                                      | チリ                                    | ウルグアイ                                              | アルゼンチンXV                                                  |                                   |                | [ 30 ] [ 31 ]               |
| ナミビア                                         |                                                |                                      |                                         |                                                         |                                                                 | アラブ首長国連邦 · ウガンダで実施 |                | [ 32 ] [ 33 ]               |
| 遠征チーム                                       | 6月21日(土)～                                  | 6月28日(土)～                        | 7月5日(土)～                            | 7月12日(土)～                                           | 7月19日(土)～                                                   | 7月26日(土)～                     | 8月2日(土)～   | 備考                        |

## 対戦詳細

### 6月14日 - 15日
| 2025年6月14日 15:00 CAT (UTC+2) | ナミビア | 19-59 | ウガンダ | ヘイジ・ゲインゴブ・ラグビースタジアム, ウィントフック, ナミビア |
| 2025年6月14日 15:00 CAT (UTC+2) | レポート |       |          | ヘイジ・ゲインゴブ・ラグビースタジアム, ウィントフック, ナミビア |

| 2025年6月15日 14:00 CEST (UTC+2) | スイス   | 14-27 | セネガル | スタッド・マリウス・ベルテ, エルマンス, スイス |
| 2025年6月15日 14:00 CEST (UTC+2) | レポート |       |          | スタッド・マリウス・ベルテ, エルマンス, スイス |

### 6月20日 - 26日
| 2025年6月20日 14:00 SAST (UTC+2) | ボーランド・カヴァリアーズ | 50–14 | ケニア | ボーランド スタジアム, ウェリントン, 南アフリカ共和国 |
| 2025年6月20日 14:00 SAST (UTC+2) |                            |       |        | ボーランド スタジアム, ウェリントン, 南アフリカ共和国 |

| 2025年6月20日 20:00 IST (UTC+1) | ブリティッシュ&アイリッシュ・ライオンズ                                                                 | 24-28                  | アルゼンチン | アビバ・スタジアム, ダブリン, アイルランド 観客数: 51,700人 レフリー: ジェームズ・ドールマン (ニュージーランド) |
| 2025年6月20日 20:00 IST (UTC+1) | T: バンディー・アキ 18' タイグ・バーン 52' G: マーカス・スミス 19', 53' PG: マーカス・スミス 9' PT: 45' | レポート 選手一覧 報道 | T: イグナシオ・メンディー 11' トマス・アルボルノス 40' サンティアゴ・コルデロ 58' G: サンティアゴ・コルデロ 41', 59' PG: サンティアゴ・コルデロ 4', 25', 39' | アビバ・スタジアム, ダブリン, アイルランド 観客数: 51,700人 レフリー: ジェームズ・ドールマン (ニュージーランド) |

| 2025年6月21日 15:00 CAT (UTC+2) | ナミビア | 19-59 | ピューマズ | ヘイジ・ゲインゴブ・ラグビースタジアム, ウィントフック, ナミビア |
| 2025年6月21日 15:00 CAT (UTC+2) | レポート |       |            | ヘイジ・ゲインゴブ・ラグビースタジアム, ウィントフック, ナミビア |

| 2025年6月21日 16:00 SAST (UTC+2) | リンポポ・ブルー・ブルズ | 26-56 | ウガンダ | ホースクール・ニルストル－ム高校, モディモール, 南アフリカ共和国 |
| 2025年6月21日 16:00 SAST (UTC+2) | レポート                 |       |          | ホースクール・ニルストル－ム高校, モディモール, 南アフリカ共和国 |

| 2025年6月21日 15:15 BST (UTC+1) | イングランドXV | 24-26    | フランスXV | トゥイッケナム・スタジアム, ロンドン, イングランド レフリー: ホリー・デビッドソン (スコットランド) |
| 2025年6月21日 15:15 BST (UTC+1) | T: トム・ウィリス 23' アレックス・コールズ 27' ジョー・カーペンター 39' アレックス・ドンブラント 59' G: ジョージ・フォード 23', 40' | レポート | T: ガエタン・バルロ 6' ウーゴ・オラドゥ 9' ポール・マレズ 74' ロマン・タオフィフェヌア 81' G: ノラン・ル・ガレック 10' アントワーヌ・アストイ 75', 82' | トゥイッケナム・スタジアム, ロンドン, イングランド レフリー: ホリー・デビッドソン (スコットランド) |

| 2025年6月24日 18:00 SAST (UTC+2) | 南アフリカ・バーバリアンズ | 24-27 | ケニア | Nylstroom Rugby Club, 南アフリカ共和国, モディモール |
| 2025年6月24日 18:00 SAST (UTC+2) | レポート                   |       |        | Nylstroom Rugby Club, 南アフリカ共和国, モディモール |

| 2025年6月26日 18:00 SAST (UTC+2) | リンポポ・ブルー・ブルズ | 42-35 | ケニア | Nylstroom Rugby Club, 南アフリカ共和国, モディモール |
| 2025年6月26日 18:00 SAST (UTC+2) | レポート                 |       |        | Nylstroom Rugby Club, 南アフリカ共和国, モディモール |

### 6月27日 - 7月2日
| 2025年6月27日 14:00 SAST (UTC+2) | ピューマズ | 102-0 | ウガンダ | Nelspruit Rugby Club, 南アフリカ共和国, ネルスプロイト |
| 2025年6月27日 14:00 SAST (UTC+2) | レポート   |       |          | Nelspruit Rugby Club, 南アフリカ共和国, ネルスプロイト |

| 2025年6月27日 15:00 CAT (UTC+2) | ナミビア | 6-73 | イタリア   | ヘイジ・ゲインゴブ・ラグビースタジアム, ウィントフック, ナミビア 観客数: 2,000人 レフリー: アンドリュー・ブライス (アイルランド) |
| 2025年6月27日 15:00 CAT (UTC+2) | PG: 2    |      | T: 11 G: 7 | ヘイジ・ゲインゴブ・ラグビースタジアム, ウィントフック, ナミビア 観客数: 2,000人 レフリー: アンドリュー・ブライス (アイルランド) |

| 2025年6月28日(土) 18:00 JST (UTC+9) | JAPAN XV                                                                   | 20-53 17-前半-15           | マオリ・オールブラックス | 秩父宮ラグビー場 (東京都港区) 観客数: 19,792人 レフリー: カール・ディクソン（イングランド） |
| 2025年6月28日(土) 18:00 JST (UTC+9) | T: 植田和磨 9', 32' G: サム・グリーン 10', 33' PG: サム・グリーン 20', 50' | タイムライン 選手一覧 報道 | T: コール・フォーブス 23' ギデオン・ランプリング カート・エクランド 35' ラクラン・マックワンネル 43' ザーン・サリバン 52' サム・ノック 59' ジェローム・ブラウン 66' ケマラ・ハイティパラパラ 72' ケイレブ・トラスク 81' G: リヴェス・レイハナ 44', 53', 60', 67' | 秩父宮ラグビー場 (東京都港区) 観客数: 19,792人 レフリー: カール・ディクソン（イングランド） |

| 2025年6月28日 17:10 SAST (UTC+2) | 南アフリカ共和国 | 54-7     | バーバリアンズ                                          | DHLスタジアム, ケープタウン, 南アフリカ共和国 観客数: 45,000人 レフリー: AJ・ジェイコブズ（南アフリカ共和国） |
| 2025年6月28日 17:10 SAST (UTC+2) | T: マルコム・マークス 5' チェスリン・コルビ 9' ヴィンセント・トゥシツカ 22', 69' ジャン＝ヘンドリック・ベッセルス 45' カート＝リー・アレンゼ 57' ルード・デヤハー 59' ダミアン・デアレンデ 82' G: サシャ・ファインバーグ＝ムンゴメズル 10', 23' マニー・リボック 46', 58', 60', 69', 83' | レポート | T: メルヴィン・ジャミネ 64' G: メルヴィン・ジャミネ 65' | DHLスタジアム, ケープタウン, 南アフリカ共和国 観客数: 45,000人 レフリー: AJ・ジェイコブズ（南アフリカ共和国） |

| 2025年6月28日 18:00 AWST (UTC+8) | ウェスタン・フォース | 7-54     | ブリティッシュ・アンド・アイリッシュ・ライオンズ | パース・スタジアム（西オーストラリア州パース） 観客数: 46,656人 レフリー: ベン・オキーフ (ニュージーランド) |
| 2025年6月28日 18:00 AWST (UTC+8) | T: 1 G: 1            | レポート | T: 8 G: 7                                        | パース・スタジアム（西オーストラリア州パース） 観客数: 46,656人 レフリー: ベン・オキーフ (ニュージーランド) |

| 2025年7月2日 20:00 AEST (UTC+10) | レッズ                | 12-52               | ブリティッシュ&アイリッシュ・ライオンズ | ラング・パーク, ブリスベン, オーストラリア 観客数: 46,435人 レフリー: ジェームズ・ドールマン (ニュージーランド) |
| 2025年7月2日 20:00 AEST (UTC+10) | T: 2 G: 1 PG: 8 DG: 6 | レポート1 レポート2 |                                         | ラング・パーク, ブリスベン, オーストラリア 観客数: 46,435人 レフリー: ジェームズ・ドールマン (ニュージーランド) |

### 7月5日 - 9日
| 2025年7月5日 15:35 NZST (UTC+12) | マオリ・オールブラックス | 26-29    | スコットランド | オカラ・パーク, ファンガレイ, ニュージーランド レフリー: ニカ・アマシュケリ (ジョージア) |
| 2025年7月5日 15:35 NZST (UTC+12) | T: サム・ノック 1' イザイア・ウォーカー＝リーウェア 31' カート・エクランド 57' ギデオン・ランプリング 67' G: リヴェス・レイハナ 32', 58' ケイレブ・トラスク 68' | レポート | T: ハリー・ペイターソン 11' ジョージ・ホーン 24', 53' アーロン・リード 40' G: アダム・ヘイスティングス 12', 25', 40' PG: アダム・ヘイスティングス 16' | オカラ・パーク, ファンガレイ, ニュージーランド レフリー: ニカ・アマシュケリ (ジョージア) |

- スコットランドがマオリ・オールブラックスに勝利するのは初めて。

| 2025年7月5日 14:00 JST (UTC+9) | 日本                                                                                         | 24-19 7-前半-19                  | ウェールズ                                                               | ミクニワールドスタジアム北九州, 福岡県北九州市小倉北区 観客数: 13,487人 レフリー: ダミアン・シュナイダー (アルゼンチン) |
| 2025年7月5日 14:00 JST (UTC+9) | T: 松永拓朗 16' 中楠一期 59' ハラトア・ヴァイレア 70' G: 李承信 17', 60', 71' PG: 李承信 64' | タイムライン 選手一覧 結果配信表 | T: ベン・トーマス 4' トム・ロジャース 22' G: サム・コステロウ 5' PT: 20' | ミクニワールドスタジアム北九州, 福岡県北九州市小倉北区 観客数: 13,487人 レフリー: ダミアン・シュナイダー (アルゼンチン) |

- 日本がティア1に勝利するのは、ワールドカップ2019プール戦最終のスコットランド戦（28-21）[34]以来。
- 日本がウェールズに勝利するのは、2013年6月15日ウェールズ来日第2戦（秩父宮）[35]以来、12年ぶり。

| 2025年7月5日 19:05 NZST (UTC+12) | ニュージーランド | 31-27    | フランス | フォーサイス・バー・スタジアム, ダブリン, アイルランド レフリー: ニック・ベリー (オーストラリア) |
| 2025年7月5日 19:05 NZST (UTC+12) | T: ウィル・ジョーダン 20', 47' トゥポウ・ヴァアイ 26' ジョーディー・バレット 40' G: ボーデン・バレット 21', 27', 40', 48' PG: ボーデン・バレット | レポート | T: ミケール・ギヤール 17' ギャビン・ヴィリエール 43' キャメロン・ウォキ 50' G: ノラン・ル・ガレック 18', 44', 50' PG: ジョリス・スゴン 7' ノラン・ル・ガレック 33' | フォーサイス・バー・スタジアム, ダブリン, アイルランド レフリー: ニック・ベリー (オーストラリア) |

| 2025年7月5日 20:00 AEST (UTC+10) | ワラターズ | 10-21    | ブリティッシュ&アイリッシュ・ライオンズ | シドニー・フットボール・スタジアム, シドニー, オーストラリア 観客数: 40,568人 レフリー: ポール・ウィリアムズ (ニュージーランド) |
| 2025年7月5日 20:00 AEST (UTC+10) | T: 2       | レポート | T: 3 G: 3                               | シドニー・フットボール・スタジアム, シドニー, オーストラリア 観客数: 40,568人 レフリー: ポール・ウィリアムズ (ニュージーランド) |

| 2025年7月5日 17:10 SAST (UTC+2) | 南アフリカ共和国 | 42-24    | イタリア | ロフタス・ヴァースフェルド・スタジアム, プレトリア, 南アフリカ共和国 観客数: 42,632人 レフリー: ホリー・デビッドソン (スコットランド) |
| 2025年7月5日 17:10 SAST (UTC+2) | T: ジェシー・クリエル 11' モルネ・ヴァン・デン・バーグ 23', 37' カート＝リー・アレンゼ 30' ヴィンセント・コッホ 57' マルコ・ファンスターデン 73' G: ハンドレ・ポラード 12', 23', 31', 38', 58', 74' | レポート | T: マヌエル・ズリアーニ 46' パブロ・ディムチェフ 63' ニッコロ・カンノーネ 68' G: ジャコモ・ダ・レ 47', 64', 69' PG: ジャコモ・ダ・レ 28' | ロフタス・ヴァースフェルド・スタジアム, プレトリア, 南アフリカ共和国 観客数: 42,632人 レフリー: ホリー・デビッドソン (スコットランド) |

| 2025年7月5日 21:00 GET (UTC+4) | ジョージア                      | 5-34     | アイルランド | ミヘイル・メスヒ・スタジアム, トビリシ, ジョージア レフリー: アンドレア・ピアルディ (イタリア) |
| 2025年7月5日 21:00 GET (UTC+4) | T: トルニケ・ジャラゴニア 40+5' | レポート | T: トミー・オブライエン 2', 8' クレイグ・ケイシー 41' ニック・ティモニー 70' G: サム・プレンダーガスト 3', 9', 42', 71' PG: サム・プレンダーガスト 45', 62' | ミヘイル・メスヒ・スタジアム, トビリシ, ジョージア レフリー: アンドレア・ピアルディ (イタリア) |

- ジョージアはホストゲームとして、初めてアイルランドを迎えた。

| 2025年7月5日 BRT (UTC-3) | ブラジル  | 17-45    | アルゼンチンXV | Estádio Municipal Du Cambusano, ジャカリー, ブラジル レフリー: Robin Kaluzniak (カナダ) |
| 2025年7月5日 BRT (UTC-3) | T: 3 G: 1 | レポート | T: 7 G: 5      | Estádio Municipal Du Cambusano, ジャカリー, ブラジル レフリー: Robin Kaluzniak (カナダ) |

| 2025年7月5日 15:00 CST (UTC-4) | チリ            | 40-16    | ルーマニア      | エスタディオ・ナシオナル・デ・チリ, サンティアゴ, チリ レフリー: Federico Vedovelli (イタリア) |
| 2025年7月5日 15:00 CST (UTC-4) | T: 5 G: 3 PG: 3 | レポート | T: 1 G: 1 PG: 3 | エスタディオ・ナシオナル・デ・チリ, サンティアゴ, チリ レフリー: Federico Vedovelli (イタリア) |

- チリは、ルーマニアに対して初勝利を果たした。

| 2025年7月5日 16:40 ART (UTC-3) | アルゼンチン                                                               | 12-35 0-前半-3        | イングランド | エスタディオ・ホルヘ・ルイス・ヒルシ, ラプラタ, アルゼンチン レフリー: アンガス・ガードナー (オーストラリア) |
| 2025年7月5日 16:40 ART (UTC-3) | T: パブロ・マテーラ 52' ペドロ・ルビオロ 61' G: サンティアゴ・カレラス 62' | タイムライン レポート | T: トム・ローバック 42', 49' フレディ・スチュワード 46' ケイダン・マーリー 75' G: ジョージ・フォード 47', 50', 76' PG: ジョージ・フォード 65', 69' DG: ジョージ・フォード 20' | エスタディオ・ホルヘ・ルイス・ヒルシ, ラプラタ, アルゼンチン レフリー: アンガス・ガードナー (オーストラリア) |

- イングランドのジョージ・フォードは、代表100キャップを達成した。

| 2025年7月5日 19:30 EDT (UTC-4) | アメリカ合衆国 | 36-17               | ベルギー        | アメリカン・リージョン・メモリアル・スタジアム, アメリカ合衆国ノースカロライナ州シャーロット レフリー: Sam Grove-White (スコットランド) |
| 2025年7月5日 19:30 EDT (UTC-4) | T: 6 G: 3      | レポート1 レポート2 | T: 2 G: 2 PG: 1 | アメリカン・リージョン・メモリアル・スタジアム, アメリカ合衆国ノースカロライナ州シャーロット レフリー: Sam Grove-White (スコットランド) |

| 2025年7月6日 13:30 AEST (UTC+10) | オーストラリア | 21-18    | フィジー                                                                                               | ニューカッスル国際スポーツセンター, ニューカッスル, オーストラリア レフリー: ピエール・ブルセ |
| 2025年7月6日 13:30 AEST (UTC+10) | T: デイヴ・ポレクキ 9' フレーザー・マクライト 39' ハリー・ウィルソン 78' G: ノア・ロレシオ 10', 40' ベン・ドナルドソン 79' | レポート | T: サレシ・ラヤシ 40' レキマ・タンギタンギヴァル 55' G: ケレブ・マンツ 56' PG: ケレブ・マンツ 51', 68' | ニューカッスル国際スポーツセンター, ニューカッスル, オーストラリア レフリー: ピエール・ブルセ |

| 9 July 2025 20:00 AEST (UTC+10) | ACTブランビーズ | 24-36                        | ブリティッシュ・アンド・アイリッシュ・ライオンズ | キャンベラ・スタジアム（オーストラリア首都特別地域、キャンベラ） レフリー: ピエール・ブルセ (フランス) |
| 9 July 2025 20:00 AEST (UTC+10) | T: 4 G: 2       | レポート1 レポート2 日本報道 | T: 5 G: 4 PG: 1                                  | キャンベラ・スタジアム（オーストラリア首都特別地域、キャンベラ） レフリー: ピエール・ブルセ (フランス) |

### 7月11日 - 12日
| 2025年7月11日 19:00 SAST (UTC+2) | チーターズ      | 24-20    | ジョージア      | トヨタ・スタジアム, ブルームフォンテーン, 南アフリカ共和国 レフリー: Christopher Allison（南アフリカ共和国） |
| 2025年7月11日 19:00 SAST (UTC+2) | T: 3 G: 3 PG: 1 | レポート | T: 2 G: 2 PG: 2 | トヨタ・スタジアム, ブルームフォンテーン, 南アフリカ共和国 レフリー: Christopher Allison（南アフリカ共和国） |

| 2025年7月12日 15:00 FJT (UTC+12) | フィジー | 29-14    | スコットランド                                                        | HFCバンクスタジアム, スバ, フィジー 観客数: 10,000人 レフリー: ベン・オキーフ (ニュージーランド) |
| 2025年7月12日 15:00 FJT (UTC+12) | T: テヴィタ・イカニヴェレ 36' カラヴェティ・ラヴォウヴォウ 40' ジータ・ウァイニコロ 59' G: ケレブ・マンツ 40+1', 60' PG: ケレブ・マンツ 21' PT: 67' | レポート | T: カイル・ロウ 3' トム・ジョーダン 44' G: ファーガス・バーク 4', 45' | HFCバンクスタジアム, スバ, フィジー 観客数: 10,000人 レフリー: ベン・オキーフ (ニュージーランド) |

| 2025年7月12日(土) 14:50 JST (UTC+9) | 日本                                                                                                | 22-31 10-前半-21                 | ウェールズ | ノエビアスタジアム神戸, (兵庫県神戸市兵庫区) 観客数: 25,074人 レフリー: ルーク・ピアース（イングランド） |
| 2025年7月12日(土) 14:50 JST (UTC+9) | T: 竹内柊平 40' ワーナー・ディアンズ 59' ディラン・ライリー 62' G: 李承信 40+1', 63' PG: 李承信 24' | タイムライン 選手一覧 結果配信表 | T: ジョシュ・アダムス 9' キーラン・ハーディ 28', 36' ダン・エドワーズ 75' G: ダン・エドワーズ 10', 29', 37', 76' PG: ダン・エドワーズ 49' | ノエビアスタジアム神戸, (兵庫県神戸市兵庫区) 観客数: 25,074人 レフリー: ルーク・ピアース（イングランド） |

- ウェールズは、2023年10月14日アルゼンチン戦（ワールドカップ2023）での敗戦以来、テストマッチ18連敗（643日間勝利なし）だったが、その記録がストップした[36]。

| 2025年7月12日 19:05 NZST (UTC+12) | ニュージーランド | 43-17    | フランス | スカイ・スタジアム, ウェリントン, ニュージーランド 観客数: 33,827人 レフリー: クリストフ・リドリー（イングランド） |
| 2025年7月12日 19:05 NZST (UTC+12) | T: キャム・ロイガード 14'>br />アーディー・サヴェア 23' コーディー・テイラー 29' トゥポウ・ヴァアイ 36' ウィル・ジョーダン 54' リーコ・イオアネ 62' G: ボーデン・バレット 15', 37', 55', 63' ジョーディー・バレット 24' PG: ボーデン・バレット 8' | レポート | T: レオ・バレ 47' ジョシュア・ブレナン 77' ミケール・ギヤール 17' ギャビン・ヴィリエール 43' キャメロン・ウォキ 50' G: ノラン・ル・ガレック 48' アントワーヌ・アストイ 78' PG: ノラン・ル・ガレック 20' | スカイ・スタジアム, ウェリントン, ニュージーランド 観客数: 33,827人 レフリー: クリストフ・リドリー（イングランド） |

- ニュージーランドが「デイブ・ギャラハー・トロフィー（英語版）」（ニュージーランドとフランスとの2国間トロフィー）を奪還した。

| 2025年7月12日 19:30 ACST (UTC+9:30) | インビテーショナルAU & NZ | 0-48          | ブリティッシュ・アンド・アイリッシュ・ライオンズ | アデレード・オーバル（南オーストラリア州アデレード） 観客数: 43,124人 レフリー: アンドレア・ピアルディ (イタリア) |
| 2025年7月12日 19:30 ACST (UTC+9:30) |                           | レポート 報道 | T: ドゥーハン・ファン・デル・メルヴァ 6', 20', 63' ベン・ホワイト 9' シオネ・トゥイプロトゥ 43' スコット・カミングス 61' ローナン・ケラハー 69' ヘンリー・ポロック 75' G: フィン・スミス 10', 43' マーカス・スミス 61' | アデレード・オーバル（南オーストラリア州アデレード） 観客数: 43,124人 レフリー: アンドレア・ピアルディ (イタリア) |

| 2025年7月12日 17:10 SAST (UTC+2) | 南アフリカ共和国 | 45-0     | イタリア | ネルソン・マンデラ・ベイ・スタジアム, 南アフリカ共和国ポート・エリザベス 観客数: 44,282人 レフリー: アンドリュー・ブライス（アイルランド） |
| 2025年7月12日 17:10 SAST (UTC+2) | T: グラント・ウィリアムズ 8' エドウィル・ヴァン・デル・メルウェ 15', 31' カナン・ムーディ 37' マルコム・マークス 50' マカゾレ・マピンピ 72' ジャン＝ヘンドリック・ウェッセルス 80' G: マニー・リボック 32', 51', 73', 81' | レポート |          | ネルソン・マンデラ・ベイ・スタジアム, 南アフリカ共和国ポート・エリザベス 観客数: 44,282人 レフリー: アンドリュー・ブライス（アイルランド） |

- 南アフリカ共和国がイタリアを無得点に抑えたのは、2008年6月（26-0）以来。
- 南アフリカ共和国が相手国を無得点に抑えたのは、ワールドカップ2023ルーマニア戦（76-0）以来。
- イタリアが無得点となるのは、2024年シックス・ネイションズのアイルランド戦（0-36）以来。
- 試合開始キックオフ時に、南アフリカ共和国がボールを10mラインに達せず、さらにそのボールを味方がキャッチしてプレーを続けようとした。これについて、イタリアラグビー連盟から指摘があり、ワールドラグビーは意図的な違反であるとし、各国に通達を行った[37][38]。

| 2025年7月12日 19:00 WEST (UTC+1) | ポルトガル                                      | 7-106    | アイルランド | エスタディオ・ナシオナル, リスボン, ポルトガル 観客数: 8,000人 レフリー: Adam Leal (イングランド) |
| 2025年7月12日 19:00 WEST (UTC+1) | T: ニコラス・マルティンス 53' G: Hugo Aubry 54' | レポート | T: スチュアート・マクロスキー 1' ヒュー・ギャビン 9' 40+2' トミー・オブライエン 11', 24' シェイン・ボルトン 13', 36' トム・クラークソン 32' クレイグ・ケイシー 42' キアン・プレンダーガスト 51', 60' カルヴィン・ナッシュ 56' キアラン・フローリー 58' アレックス・ケンデレン 73' ベン・マーフィー 79' G: ジャック・クロウリー 2', 10', 12', 14', 25', 33', 40+2', 43', 59', 61', 74', 80' PT: 81' | エスタディオ・ナシオナル, リスボン, ポルトガル 観客数: 8,000人 レフリー: Adam Leal (イングランド) |

- ポルトガルの100失点以上は、ワールドカップ2007ニュージーランド戦（108-13）以来。
- アイルランドは、2000年のアメリカ合衆国代表戦での83-3での勝利を超え、最多得点および最多得点差での勝利となった。
- アイルランドが100得点以上となるのは初めて。

| 2025年7月12日 15:00 UYT（UTC-3） | ウルグアイ       | 70-8     | ルーマニア | エスタディオ・チャルーア, モンテビデオ, ウルグアイ レフリー: クレイグ・エバンス（ウェールズ） |
| 2025年7月12日 15:00 UYT（UTC-3） | T: 11 G: 6 PG: 1 | レポート | T: 1 PG: 1 | エスタディオ・チャルーア, モンテビデオ, ウルグアイ レフリー: クレイグ・エバンス（ウェールズ） |

| 2025年7月12日 16:40 ART (UTC-3) | アルゼンチン | 17-22    | イングランド | Estadio San Juan del Bicentenario, サンフアン, アルゼンチン 観客数: 20,000人 レフリー: リュック・ラモス (フランス) |
| 2025年7月12日 16:40 ART (UTC-3) | T: ルシオ・シンティ 26' イグナシオ・メンディー 39' G: サンティアゴ・カレラス 27', 40' PG: サンティアゴ・カレラス 8' | レポート | T: セブ・アトキンソン 3' フレディ・スチュワード 33' ジャック・ヴァン・ポートヴリート 79' G: ジョージ・フォード 4', 34' PG: ジョージ・フォード 53' | Estadio San Juan del Bicentenario, サンフアン, アルゼンチン 観客数: 20,000人 レフリー: リュック・ラモス (フランス) |

- 試合中、5〜7人の観客がイングランド選手に人種差別的な発言をしたことに対し、2025年7月21日にワールドラグビーは非難する声明を行った[6][7][8]。

| 2025年7月12日 17:00 MDT (UTC-6) | カナダ     | 18-25 | ベルギー        | クラーク・スタジアム, エドモントン, アメリカ合衆国 レフリー: Gonzalo De Achaval (アルゼンチン) |
| 2025年7月12日 17:00 MDT (UTC-6) | T: 3 PG: 1 |       | T: 3 G: 2 PG: 2 | クラーク・スタジアム, エドモントン, アメリカ合衆国 レフリー: Gonzalo De Achaval (アルゼンチン) |

| 2025年7月12日 19:30 EDT (UTC-4) | アメリカ合衆国  | 20-31 | スペイン        | アメリカン・リージョン・メモリアル・スタジアム, シャーロット レフリー: モルネ・フェレイラ (南アフリカ共和国) |
| 2025年7月12日 19:30 EDT (UTC-4) | T: 2 G: 2 PG: 2 |       | T: 4 G: 4 PG: 1 | アメリカン・リージョン・メモリアル・スタジアム, シャーロット レフリー: モルネ・フェレイラ (南アフリカ共和国) |

### 7月18日 - 22日
| 2025年7月18日 20:05 NZST (UTC+12) | サモア                                                                         | 12-41    | スコットランド | イーデン・パーク, オークランド, ニュージーランド レフリー: ジョーダン・ウェイ (オーストラリア) |
| 2025年7月18日 20:05 NZST (UTC+12) | T: ベンジャミン・ニーニー 50' ダンカン・パイアアウア G: ジェイコブ・ウマガ 65' | レポート | T: イワン・アシュマン 8' ロリー・ハッチンソン 13' アーロン・リード 31' カイル・ステイン 36' グラント・ギルクリスト 45' カイル・ロウ 55' ジョージ・ターナー 77' G: ファーガス・バーク 14' ジョージ・ホーン 46', 78' | イーデン・パーク, オークランド, ニュージーランド レフリー: ジョーダン・ウェイ (オーストラリア) |

| 2025年7月18日 15:00 ART (UTC-3) | アルゼンチンXV | 52-14    | ルーマニア | Club Atletico de San Isidro, ブエノスアイレス, アルゼンチン レフリー: Francisco Gonzalez (ウルグアイ) |
| 2025年7月18日 15:00 ART (UTC-3) | T: 8 G: 6      | レポート | T: 2 G: 2  | Club Atletico de San Isidro, ブエノスアイレス, アルゼンチン レフリー: Francisco Gonzalez (ウルグアイ) |

| 2025年7月18日 19:00 MDT (UTC-6) | カナダ                                                                                        | 23-24 | スペイン                                                             | Clarke Stadium, エドモントン, アメリカ合衆国 レフリー: アンガス・メイビー (ニュージーランド) |
| 2025年7月18日 19:00 MDT (UTC-6) | T: Matthew Oworu 44', 48' G: ピーター・ネルソン 45', 49' PG: ピーター・ネルソン 16', 21', 62' |       | T: Pau Aira 32' PG: Gonzalo López-Bontempo 5', 40', 64', 81' PT: 56' | Clarke Stadium, エドモントン, アメリカ合衆国 レフリー: アンガス・メイビー (ニュージーランド) |

| 2025年7月19日 19:05 NZST (UTC+12) | ニュージーランド | 29-19 17-前半-19 | フランス | ワイカト・スタジアム, ハミルトン 観客数: 25,800人 レフリー: アンガス・ガードナー (オーストラリア) |
| 2025年7月19日 19:05 NZST (UTC+12) | T: ウィル・ジョーダン 22' アントン・ライナートブラウン 40+3' デュプレシス・キリフィ 59' ブロディ・マカリスター 76' G: ダミアン・マッケンジー 22', 40+4', 77' PG: ダミアン・マッケンジー 31' | レポート 報道    | T: ノラン・ル・ガレック 8' G: ノラン・ル・ガレック 9' PG: ノラン・ル・ガレック 20', 34', 37' DG: アントワーヌ・アストイ 24' | ワイカト・スタジアム, ハミルトン 観客数: 25,800人 レフリー: アンガス・ガードナー (オーストラリア) |

| 2025年7月19日 20:00 AEST (UTC+10) | オーストラリア | 19-27 5-前半-17 | ブリティッシュ&アイリッシュ・ライオンズ | ラング・パーク, ブリスベン, オーストラリア 観客数: 52,229人 レフリー: ベン・オキーフ (ニュージーランド) |
| 2025年7月19日 20:00 AEST (UTC+10) | T: マックス・ジョーゲンセン 28' カルロ・ティッツァーノ 67' テイト・マクダーモット 78' G: ベン・ドナルドソン 68', 78' | レポート        | T: シオネ・トゥイプロトゥ 8' トム・カリー 35' ダン・シーハン 41' G: フィン・ラッセル 9', 36', 42' PG: フィン・ラッセル 1' マーカス・スミス 73' | ラング・パーク, ブリスベン, オーストラリア 観客数: 52,229人 レフリー: ベン・オキーフ (ニュージーランド) |

- ライオンズのマロ・イトジェは、テストマッチ100キャップ（イングランド93、ライオンズ7）を達成。
- この試合にはウェールズの選手が出場しなかった。ライオンズのテストマッチにウェールズの選手がいないのは、1896年（3回目の遠征）以来のこと。

| 2025年7月19日 17:10 SAST (UTC+2) | 南アフリカ共和国 | 55-10    | ジョージア                                                             | ムボンベラ・スタジアム, ネルスプロイト, 南アフリカ共和国 観客数: 36,842人 レフリー: マシュー・カーリー (イングランド) |
| 2025年7月19日 17:10 SAST (UTC+2) | T: ボーン・ベンター 9' マーナス・ヴァン・ダー・マーウィ 14', 32' カナン・ムーディ 17' ダミアン・ウィレムセ 56' カート＝リー・アレンゼ 79' ハンドレ・ポラード 81' G: サシャ・ファインバーグ＝ムンゴメズル 33' ハンドレ・ポラード 57', 74', 79',82' | レポート | T: ヴァノ・カルカゼ 3' G: ルカ・マトカヴァ 4' PG: ルカ・マトカヴァ 29' | ムボンベラ・スタジアム, ネルスプロイト, 南アフリカ共和国 観客数: 36,842人 レフリー: マシュー・カーリー (イングランド) |

- 南アフリカ共和国がジョージアに対し45点差での勝利は、2021年7月3日の40-9（31点差）の記録を上回る[39]。

| 2025年7月19日 16:40 ART (UTC-3) | アルゼンチン | 52-17    | ウルグアイ | Estadio Padre Ernesto Martearena, サルタ, アルゼンチン 観客数: 22,000人 レフリー: ジャンルカ・グネッキ (イタリア) |
| 2025年7月19日 16:40 ART (UTC-3) | T: マティアス・モローニ 40+1' フリアン・モントージャ 45' サンティアゴ・コルデロ 49' ホスト・ピカルド 58' ロドリゴ・イスグロ 63' アグスティン・モヤノ 69' ニコラス・ロジャー 76' G: ニコラス・ロジャー 45', 59', 64', 69', 77' PT: 3' | レポート | T: フェリペ・アリアガ 16' イグナシオ・アルバレス 54' G: サンティアゴ・アルバレス 17', 55' PG: サンティアゴ・アルバレス 42' | Estadio Padre Ernesto Martearena, サルタ, アルゼンチン 観客数: 22,000人 レフリー: ジャンルカ・グネッキ (イタリア) |

| 2025年7月19日 18:00 EDT (UTC-4) | アメリカ合衆国            | 5-40     | イングランド | アウディ・フィールド, ワシントンD.C., アメリカ合衆国 観客数: 19,079人 レフリー: Eoghan Cross (アイルランド) |
| 2025年7月19日 18:00 EDT (UTC-4) | T: シャイロ・クライン 83' | レポート | T: カーティス・ラングドン 12' ルーク・ノースモア 19' ケイダン・マーリー 40+2' ジャック・ヴァン・ポートヴリート 41' ハリー・ランドール 62' ゲイブリエル・オグラ 74' G: ジョージ・フォード 13', 19', 42', 63' チャーリー・アトキンソン 75' | アウディ・フィールド, ワシントンD.C., アメリカ合衆国 観客数: 19,079人 レフリー: Eoghan Cross (アイルランド) |

| 2025年7月22日 20:00 AEST (UTC+10) | ファースト・ネーションズ・アンド・パシフィカXV | 19-24    | ブリティッシュ・アンド・アイリッシュ・ライオンズ | マーベル・スタジアム（ビクトリア州メルボルン） 観客数: 30,420人 レフリー: ニカ・アマシュケリ（ジョージア） |
| 2025年7月22日 20:00 AEST (UTC+10) | T: 3 G: 2                                      | レポート | T: 4 G: 2                                        | マーベル・スタジアム（ビクトリア州メルボルン） 観客数: 30,420人 レフリー: ニカ・アマシュケリ（ジョージア） |

### 7月26日
| 2025年7月26日 20:00 AEST (UTC+10) | オーストラリア | 26-29 23-前半-17 | ブリティッシュ・アンド・アイリッシュ・ライオンズ                                                                                     | メルボルン・クリケット・グラウンド（ビクトリア州メルボルン） 観客数: 90,307人 レフリー: アンドレア・ピアルディ (イタリア) |
| 2025年7月26日 20:00 AEST (UTC+10) | T: ジェイムス・スリッパー 22' ジェイク・ゴードン 27' トム・ライト 30' G: トム・ライナー 28' PG: トム・ライナー 4', 10', 53' | レポート         | T: ダン・シーハン 15' トム・カリー 34' ヒュー・ジョーンズ 37' タイグ・バーン 59' ヒューゴ・キーナン 79' G: フィン・ラッセル 38', 60' | メルボルン・クリケット・グラウンド（ビクトリア州メルボルン） 観客数: 90,307人 レフリー: アンドレア・ピアルディ (イタリア) |

- 前回2021年南アフリカ遠征から始まった「ライオンズ・シリーズ・トロフィー」（遠征相手国との連戦における勝者決定）は、今回遠征のオーストラリア代表戦において3戦中2戦目で連勝をきめ、1戦を残したままライオンズ勝利が決まった[40][41]。

| 2025年7月26日 16:00 EAT (UTC+3) | アラブ首長国連邦 | 29-86 | ナミビア | マンデラ・ナショナルスタジアム, ウガンダ レフリー: モーネ・フェレイラ (南アフリカ共和国) |
| 2025年7月26日 16:00 EAT (UTC+3) | レポート         |       |          | マンデラ・ナショナルスタジアム, ウガンダ レフリー: モーネ・フェレイラ (南アフリカ共和国) |

これによりナミビアは、ワールドカップ2027最終予選（2025年11月8日-18日開催）への出場権を得た。

### 8月
| 2025年8月2日 20:00 AEST (UTC+10) | オーストラリア | v | ブリティッシュ&アイリッシュ・ライオンズ | スタジアム・オーストラリア, シドニー, オーストラリア レフリー: ニカ・アマシュケリ (ジョージア) |
| 2025年8月2日 20:00 AEST (UTC+10) |                |   |                                         | スタジアム・オーストラリア, シドニー, オーストラリア レフリー: ニカ・アマシュケリ (ジョージア) |